# Mechanica
De mechanica is het onderdeel van de natuurkunde dat zich bezighoudt met evenwicht en beweging van voorwerpen, onder invloed van de krachten die erop werken.

## Geschiedenis

### Oudheid
In het oude Griekenland was de mechanica een onderdeel van de filosofie, en werd beoefend door filosofen als Archimedes en Aristoteles. De laatste nam aan dat de 'natuurlijke' toestand van alle voorwerpen er een van rust was. Aristoteles verklaarde de waargenomen beweging van de hemellichamen, door  ze voor te stellen als vastzittend aan een opeenvolging van concentrische hemelse bollen (schillen), die door een onbekende kracht om de aarde draaiden. De maan zat dan vast in de eerste draaiende schil. Dit wereldbeeld staat bekend als het Ptolemeïsche of geocentrische wereldbeeld.

### Galilei, Kepler, Huygens en Hooke

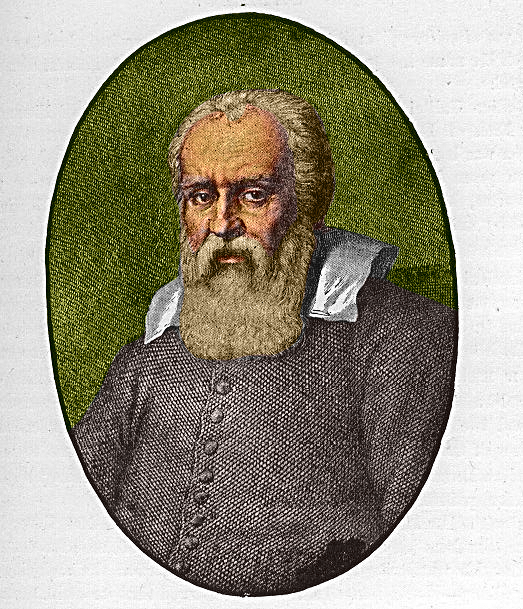
Galileo Galilei

In de 16e en 17e eeuw wezen de experimenten van Galileo Galilei in een andere richting dan de Griekse natuurkunde. Hij was de eerste die systematisch de zwaartekracht onderzocht, en ontdekte dat alle voorwerpen, ongeacht hun gewicht, dezelfde valversnelling ondervinden.
In 1609 en 1619 formuleerde Johannes Kepler zijn drie wetten, over de beweging van de planeten om de zon. Dit was een belangrijke stap voorwaarts in de richting van de latere heliocentrische theorie van Copernicus. Kepler gaf geen verklaring waarom de planeten niet in cirkels, maar in ellipsbanen bewogen.
Christiaan Huygens ontdekte de juiste botsingswetten, iets waar Descartes niet in geslaagd was. Tevens ontdekte Huygens met zijn middelpuntzoekende kracht de mechanica van de kromlijnige beweging en wist hij de slingerbeweging correct te beschrijven.
In 1660 ontdekte Robert Hooke zijn wet over veren, nu bekend als de wet van Hooke, die zegt dat de kracht die een veer uitoefent evenredig is met de afstand waarover hij is ingedrukt of uitgerekt. Ook stelde hij na Ismaël Bullialdus een omgekeerde kwadratenwet voor om de beweging van de planeten te verklaren, maar slaagde er niet in te bewijzen dat een dergelijke wet ellipsbanen veroorzaakte.

### Newton

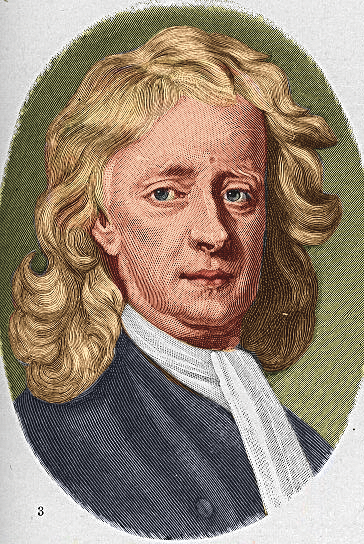
Isaac Newton

Het verschijnen van de Philosophiae Naturalis Principia Mathematica (Wiskundige beginselen van de natuurfilosofie, meestal Principia genoemd) van Isaac Newton in 1687 betekende een enorme stap voorwaarts voor de hele natuurkunde. In dit werk introduceerde Newton de basiswetten voor de mechanica, de drie wetten van Newton. Ook leidde hij uit de wetten van Kepler de universele zwaartekrachtswet af, die zegt dat de kracht F waarmee twee voorwerpen elkaar aantrekken recht evenredig is met de massa's m1 en m2 van beide voorwerpen, en omgekeerd evenredig is met het kwadraat van de afstand r tussen de voorwerpen. In formulevorm luidt deze wet {\displaystyle F=G{\frac {m_{1}m_{2}}{r^{2}}}}, met G als de gravitatieconstante. Deze constante werd in 1783 door Henry Cavendish voor het eerst nauwkeurig bepaald. De formulering van de universele zwaartekrachtswet betekende een unificatie tussen de natuurwetten van de mechanica op aarde en die in de rest van het heelal.

### Lagrange en Hamilton
Joseph-Louis Lagrange publiceerde in 1788 zijn boek Mécanique analytique (analytische mechanica). Dit boek bevatte alle mechanica die sinds Newton ontwikkeld was, en het was bovendien het eerste mechanicaboek zonder illustraties. In dit boek introduceerde Lagrange het Lagrange-formalisme, waarin de mechanica wordt beschreven in termen van een functie, de Lagrangiaan, die afhangt van zogenaamde gegeneraliseerde coördinaten en snelheden. Het gedrag van het systeem kan vervolgens bepaald worden door het oplossen van een stelsel differentiaalvergelijkingen.
In 1834 introduceerde William Rowan Hamilton een ander formalisme, het Hamiltonformalisme, waarin gebruikgemaakt wordt van gegeneraliseerde coördinaten en impulsen. De ideeën die hij hierin ontwikkelde, zijn later van groot belang gebleken bij de ontwikkeling van de kwantummechanica.

### Maxwell en Einstein
Na de formulering van de wetten van het elektromagnetisme door James Clerk Maxwell in de jaren 60 van de 19e eeuw begon een aantal natuurkundigen zich zorgen te maken over de problemen die ontstonden bij het toepassen van deze wetten in verschillende coördinatenstelsels. Een van deze problemen was dat een waarnemer die met dezelfde snelheid bewoog als een lichtstraal, het licht als een stilstaande golf zou zien, een verschijnsel dat volgens de wetten van Maxwell onmogelijk is. Ook aan de experimentele zijde ontstonden problemen: het experiment van Michelson en Morley toonde in 1887 aan dat het licht zich niet, zoals daarvóór werd aangenomen, voortplantte in een ether, maar dat de snelheid ervan onafhankelijk was van de snelheid van de waarnemer. Op grond van deze resultaten werden door onder anderen Poincaré en Lorentz aanpassingen aan de klassieke mechanica voorgesteld.

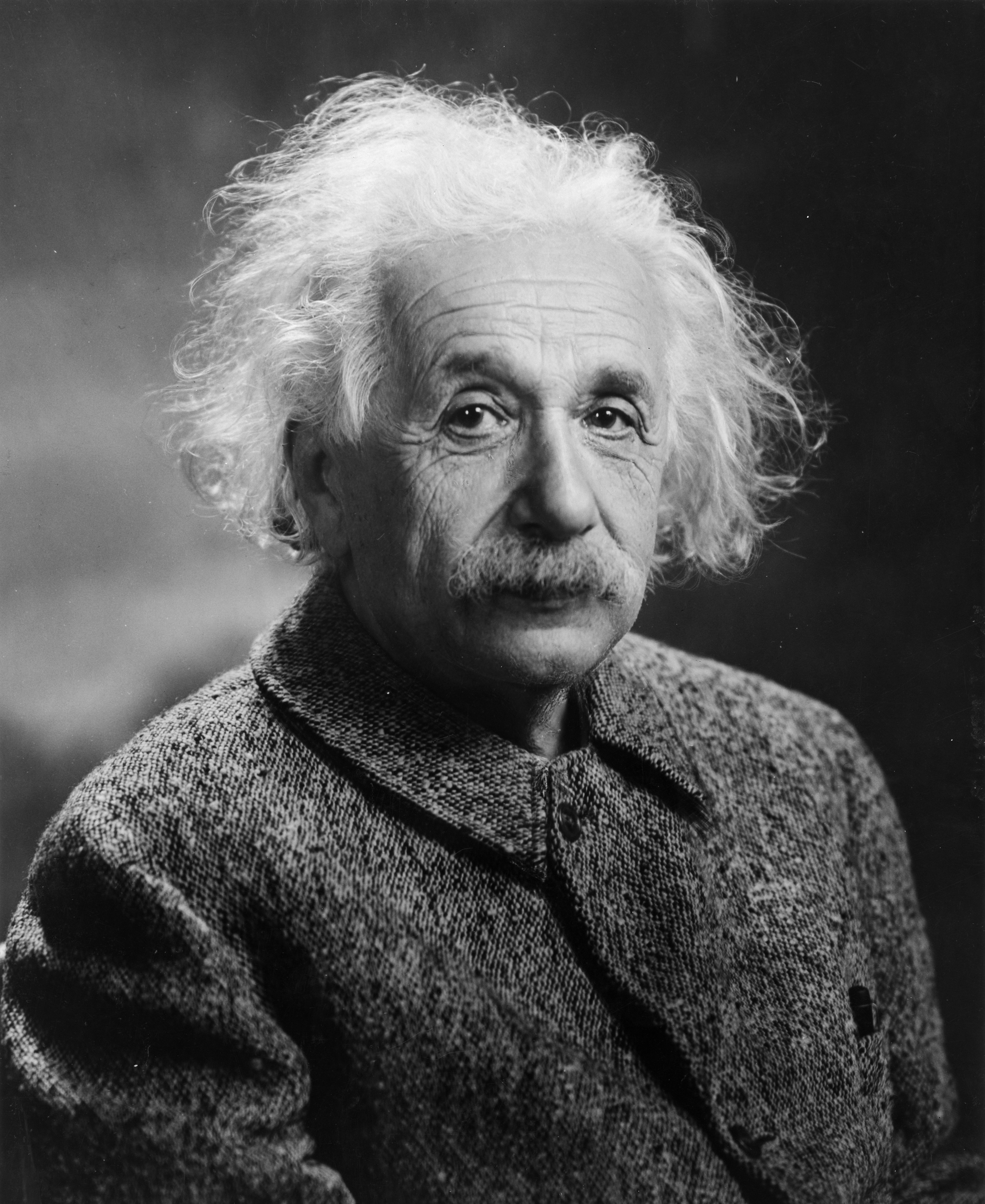
Albert Einstein

In 1905 publiceerde Albert Einstein de speciale relativiteitstheorie, die uitging van het principe dat de natuurwetten in alle inertiaalstelsels dezelfde vorm moeten hebben. Deze theorie gaat uit van een vierdimensionale ruimtetijd, Minkowski-ruimte genoemd, waarin ruimte en tijd in zekere zin gelijkwaardig zijn. Ze impliceert verschijnselen als lengtecontractie, tijddilatatie en massatoename bij snelheden die de lichtsnelheid, c, de maximale door de natuur toegestane snelheid, benaderen, evenals de legendarisch geworden formule E=mc2.
Omdat de speciale relativiteitstheorie alleen van toepassing was in situaties waar geen zwaartekracht aanwezig was, wijdde Einstein zich vanaf 1905 aan de algemene relativiteitstheorie, die hij in 1915 in zijn uiteindelijke vorm publiceerde. Hierin breidde Einstein het relativiteitsprincipe uit met het zogenaamde equivalentieprincipe: zwaartekracht is lokaal niet te onderscheiden van een versnelde beweging. De mechanica die uit deze theorie voortvloeit is wiskundig veel ingewikkelder dan die in zowel de klassieke mechanica als de speciale relativiteitstheorie. Dit wordt veroorzaakt doordat de ruimtetijd in de algemene relativiteitstheorie gekromd is en doordat veelvuldig gebruikgemaakt wordt van tensoren.

### Kwantummechanica

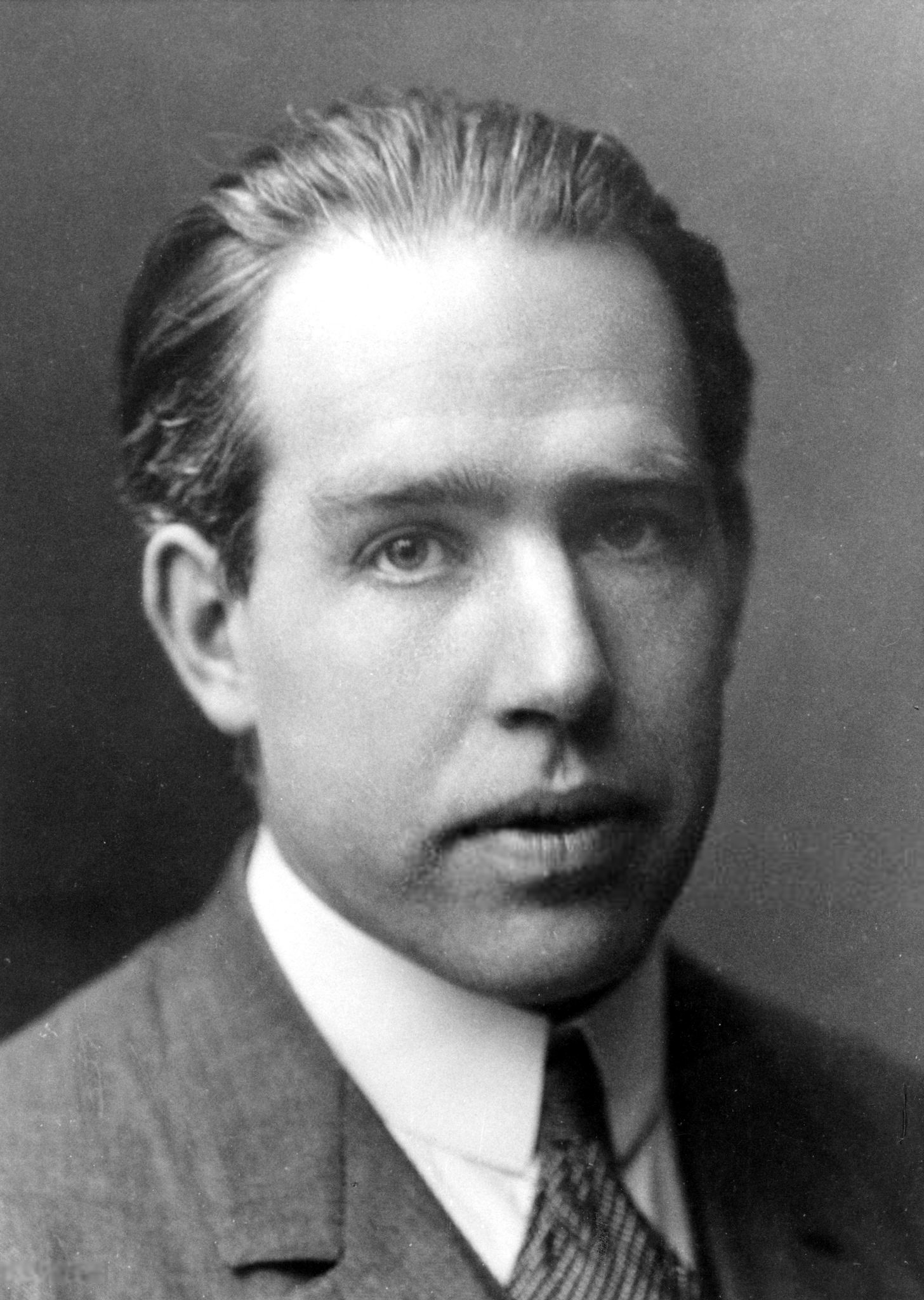
Niels Bohr

Behalve op de macroscopische schaal van de relativiteitstheorie werd de mechanica ook grondig beïnvloed door de kwantummechanica, die vanaf 1900 ontwikkeld werd door onder anderen Planck, Bohr, Schrödinger, Paul Dirac en Heisenberg. Ook Einstein heeft op dit gebied baanbrekend werk  verricht, al kon hij zich met de consequenties ervan voor zijn deterministische wereldbeeld niet verzoenen. In de kwantummechanica heeft een fysisch systeem geen exact bepaalbare waarden van alle fysische grootheden tegelijk. De toestand van een fysisch systeem wordt bovendien onvermijdelijk beïnvloed door een meting die erop worden verricht. Een fysisch systeem wordt beschreven door een golffunctie, waaruit de kans af te leiden is dat van een fysische grootheid een zekere waarde gemeten wordt. Andere fysische grootheden die niet 'commuteren' met de gemeten grootheid, zijn na de meting geheel onbepaald. De golffunctie ontwikkelt zich in de tijd volgens de zogenaamde schrödingervergelijking. In de kwantummechanica is niet meer de kracht, maar de potentiaal de fundamentele grootheid die de ontwikkeling van de golffunctie beïnvloedt, een grootheid die overigens ook in de klassieke mechanica al een belangrijke rol speelde.

### Actuele situatie
Een theorie die zowel de algemene relativiteitstheorie als de kwantummechanica omvat is tot nog toe niet gevonden, zodat er geen sprake is van 'de' wetten van de mechanica. Het hangt dan ook volledig van de situatie af vanuit welk oogpunt een mechanisch vraagstuk opgelost kan worden. In grote lijnen is de klassieke mechanica van toepassing op 'alledaagse' situaties, de speciale relativiteitstheorie bij zeer hoge snelheden (meer dan 10% van de lichtsnelheid), de algemene relativiteitstheorie bij sterke zwaartekrachtvelden (zoals in zwarte gaten in de kosmologie) en de kwantummechanica op atomaire en subatomaire schaal.

## Historische indeling

### Klassieke mechanica
De Wetten van Newton zijn de basis voor de klassieke mechanica. Deze tak van mechanica was tot aan het einde van de 19e eeuw toepasbaar op vrijwel alle waarneembare en meetbare situaties.
Deze wetten zijn onder te verdelen in de statica (eerste en derde wet van Newton) en de dynamica (tweede). De statica heeft betrekking op lichamen die in evenwicht zijn en dus geen versnelling ondervinden. Bij dynamica is er geen evenwicht en door de resultantes van de krachten ondervindt het lichaam een versnelling.

### Relativiteitstheorie
Met de relativiteitstheorie wordt in het algemeen de speciale relativiteitstheorie en de algemene relativiteitstheorie bedoeld die zijn bedacht door Einstein, maar in feite beschrijft relativiteit de mechanica die er niet van uitgaat dat de wetten van de mechanica afhankelijk zijn van de relatieve snelheid die een waarnemer heeft ten opzichte van andere waarnemers.

### Kwantummechanica
Een ander gebied van mechanica is de kwantummechanica, die het gedrag van materie op zeer kleine afstandsschalen beschrijft.

## Systematische indeling
Mechanica bestaat uit verschillende onderdelen, die van toepassing zijn in uiteenlopende situaties:
- dynamica of dynamische krachtenleer
  - aerodynamica
  - hydrodynamica
  - kinetica of de samenhang tussen bewegingen en krachten
- elektromechanica
- kinematica of bewegingsleer
- statica of de statische krachten- of evenwichtsleer
- sterkteleer of de toegepaste mechanica

akoestiek · astrofysica · astronomie · atoomfysica · biofysica · deeltjesfysica · elektromagnetisme · fysische chemie · fysische transportverschijnselen · geofysica · kernfysica · kwantummechanica · mathematische fysica · mechanica · medische fysica · meteorologie · metrologie · molecuulfysica · optica (fysische en geometrische optica) · plasmafysica · relativiteitstheorie · statistische thermodynamica · stromingsleer · thermodynamica · vastestoffysica